# NGC 1723
NGC 1723 là một thiên hà xoắn ốc có thanh chắn trong chòm sao Ba Giang. Thiên hà này được liệt kê trong Danh lục tổng quát mới.